# Liam Kavanagh
Liam Kavanagh (9 février 1935 – 13 décembre 2021) est un homme politique irlandais du Parti travailliste.

## Biographie
Il est élu au Dáil Éireann aux élections générales de 1969 comme député travailliste pour la circonscription de Wicklow. Il reste au Dáil jusqu'à ce qu'il perde son siège aux élections générales de 1997. Il est également nommé au Parlement européen à deux reprises en 1973 et 1977 et est élu au Parlement en 1979 pour la circonscription de Leinster. Il abandonne ce siège après avoir été nommé ministre du Travail et ministre de la Fonction publique en 1981.
Kavanagh est également membre de l'Assemblée parlementaire anglo-irlandaise de 1990 à 1997 et de la Commission des organes semi-étatiques de 1987 à 1997, dont il est président de 1995 à 1997.
Il est nommé à la Commission des normes dans la fonction publique lors de sa création en décembre 2001.
Kavanagh est le neveu de James Everett, ancien ministre du Parti travailliste. Son propre fils Conal Kavanagh est membre du conseil du comté de Wicklow et du conseil municipal de Wicklow de 2004 jusqu'à sa retraite en 2014.
Il est décédé le 13 décembre 2021, à l'âge de 86 ans.